# 165 (číslo)
Sto šedesát pět je přirozené číslo, které následuje po čísle sto šededesát čtyři a předchází číslu sto šedesát šest. Římskými číslicemi se zapisuje CLXV.

## Chemie
- 165 je nukleonové číslo  jediného přírodního izotopu holmia.[1]

## Matematika
- deficientní číslo

## Doprava
Silnice II/165 je česká silnice II. třídy vedoucí na trase Blažejovice – Ktiš

## Astronomie
- 165 Loreley je planetka hlavního pásu.

## Roky
- 165
- 165 př. n. l.